# Jeanne Dumée
Jeanne Dumée, född i Paris 1660, död 1706, var en fransk astronom och författare.  
Dumée blev änka mycket tidigt och ägnade sig sedan åt astronomin. Hon var författaren bakom Entretien sur l'opinion de Copernic touchant la mobilité de la terre (1680). Manuskriptet finns bevarat på franska nationalbiblioteket Bibliothèque nationale de France.